# 阿拔斯一世 (波斯)
阿拔斯一世（波斯語：عباس یکم，1571年1月27日—1629年1月19日，俗稱阿拔斯大帝（羅馬化：Šāh ʿAbbās-e Bozorg），是伊朗薩非王朝第5任沙阿，一般被認為是伊朗歷史上和薩非王朝最偉大的統治者之一。他是穆罕默德·科達班達的第三個兒子。
儘管阿拔斯將主持薩非伊朗的軍事、政治和經濟力量的頂峰，但他是在國家的動盪時期登上王位的。在他父親的無效統治下，國家被奇茲爾巴什軍隊的不同派別之間的不和所困擾，他們殺害了阿拔斯的母親和哥哥。與此同時，伊朗的宿敵鄂圖曼帝國和烏孜別克人利用這種政治混亂為自己攫取領土。1587年，奇茲爾巴什的一位領導人穆爾西德·庫利·汗（Murshid Qoli Khan）在一次政變中推翻穆罕默德，將16歲的阿拔斯推上王位。然而，阿拔斯很快就為自己奪取了權力。
在他的領導下，伊朗發展了古拉姆制度，成千上萬的切爾克斯人、喬治亞人和亞美尼亞人的奴隸士兵加入民政部門和軍隊。在伊朗社會這些新建立的階層的幫助下（由他的前任發起，但在他統治期間得到了極大的擴展），阿拔斯成功削弱奇茲爾巴什在民政部門、王室和軍隊的權力。這些行動以及他對伊朗軍隊的改革，使他能夠與鄂圖曼人和烏孜別克人作戰，並重新征服伊朗失去的省份，包括卡赫蒂，他對其人民進行大規模的屠殺和驅逐。到1603年至1618年鄂圖曼戰爭結束時，阿拔斯重新獲得南高加索和達吉斯坦的所有權，以及東安那托利亞和美索不達米亞的大片土地。他還從葡萄牙帝國和蒙兀兒帝國手中奪回土地，並在北高加索地區擴大伊朗的統治和影響，超過了達吉斯坦的傳統領土。
阿拔斯是一位偉大的建築家，他把王國首都從加茲溫遷到伊斯法罕，使這座城市成為薩非建築的頂峰。在他的晚年，在一場涉及幾個主要切爾克斯人的宮廷陰謀之後，阿拔斯對自己的兒子產生了懷疑，並將他們殺死或弄瞎。